# Khatera Yusufi
Khatera Yusufi (* 1979/1980 in Kabul) ist eine afghanisch-deutsche Fernsehmoderatorin. Sie moderierte die afghanische Version von Who Wants to Be a Millionaire?.
Yusufi wuchs ab ihren 8. Lebensjahr in Frankfurt auf und studierte in München Journalistik. Ab 2008 moderierte sie beim Sender Ariana TV die afghanische Ausgabe von Wer wird Millionär?. Daneben moderierte sie die Talkshow Green View. Am 21. November 2013 trat sie im Wer wird Millionär? Prominentenspecial bei RTL auf und gewann 64.000 Euro. Am 5. Oktober 2013 war sie Gast bei Frank Elsners Menschen der Woche und am 21. November 2013 bei Markus Lanz.